# Flyinge
Flyinge – miejscowość (tätort) w Szwecji, w regionie administracyjnym (län) Skania, w gminie Eslöv.
Według danych Szwedzkiego Urzędu Statystycznego liczba ludności wyniosła: 992 (31 grudnia 2015), 1016 (31 grudnia 2018) i 999 (31 grudnia 2019).